# Kublank
Kublank ist eine Gemeinde im Osten des Landkreises Mecklenburgische Seenplatte im Südosten Mecklenburg-Vorpommerns (Deutschland). Sie wird vom Amt Woldegk mit Sitz in der Stadt Woldegk verwaltet.

## Geografie
Kublank liegt etwa 20 Kilometer östlich von Neubrandenburg und 15 Kilometer nordwestlich der Stadt Woldegk in einem Endmoränengebiet, dessen höchste Erhebungen 100 m ü. NHN erreichen.
Umgeben wird Kublank von den Nachbargemeinden Friedland im Norden, Schönbeck im Nordosten, Groß Miltzow im Osten, Neetzka im Süden sowie Sponholz im Westen.

## Ortsteile
- Friedrichshof
- Kublank[2]

Weitere Siedlungen im Gemeindegebiet sind Funkenhof und Sandberg.

## Geschichte
1298 taucht der ursprünglich slawisch besiedelte Ort erstmals als Cvbiank in einer Urkunde auf. Weitere historische Namensformen sind Cublank (1298), Coblank (1312), Cublanke (1338). Der Name stammt vom altslawischen kobyla „Stute“, vermutlich als kobyĺa ląka „Stutenwiese“. Der Ort Friedrichshof kam 1937 zunächst zur Nachbargemeinde Golm, später dann zu Kublank.

## Dienstsiegel
Die Gemeinde verfügt über kein amtlich genehmigtes Hoheitszeichen, weder Wappen noch Flagge. Als Dienstsiegel wird das kleine Landessiegel mit dem Wappenbild des Landesteils Mecklenburg geführt. Es zeigt einen hersehenden Stierkopf mit abgerissenem Halsfell und Krone und der Umschrift „GEMEINDE KUBLANK“.

## Sehenswürdigkeiten
→ Siehe auch Liste der Baudenkmale in Kublank
- Die Feldsteinkirche in Kublank aus dem 14. Jahrhundert wurde nach einem Brand 1911 wieder aufgebaut.
- Gutshaus Kublank: eingeschossiger Putzbau mit zweigeschossigem Mittelrisalit

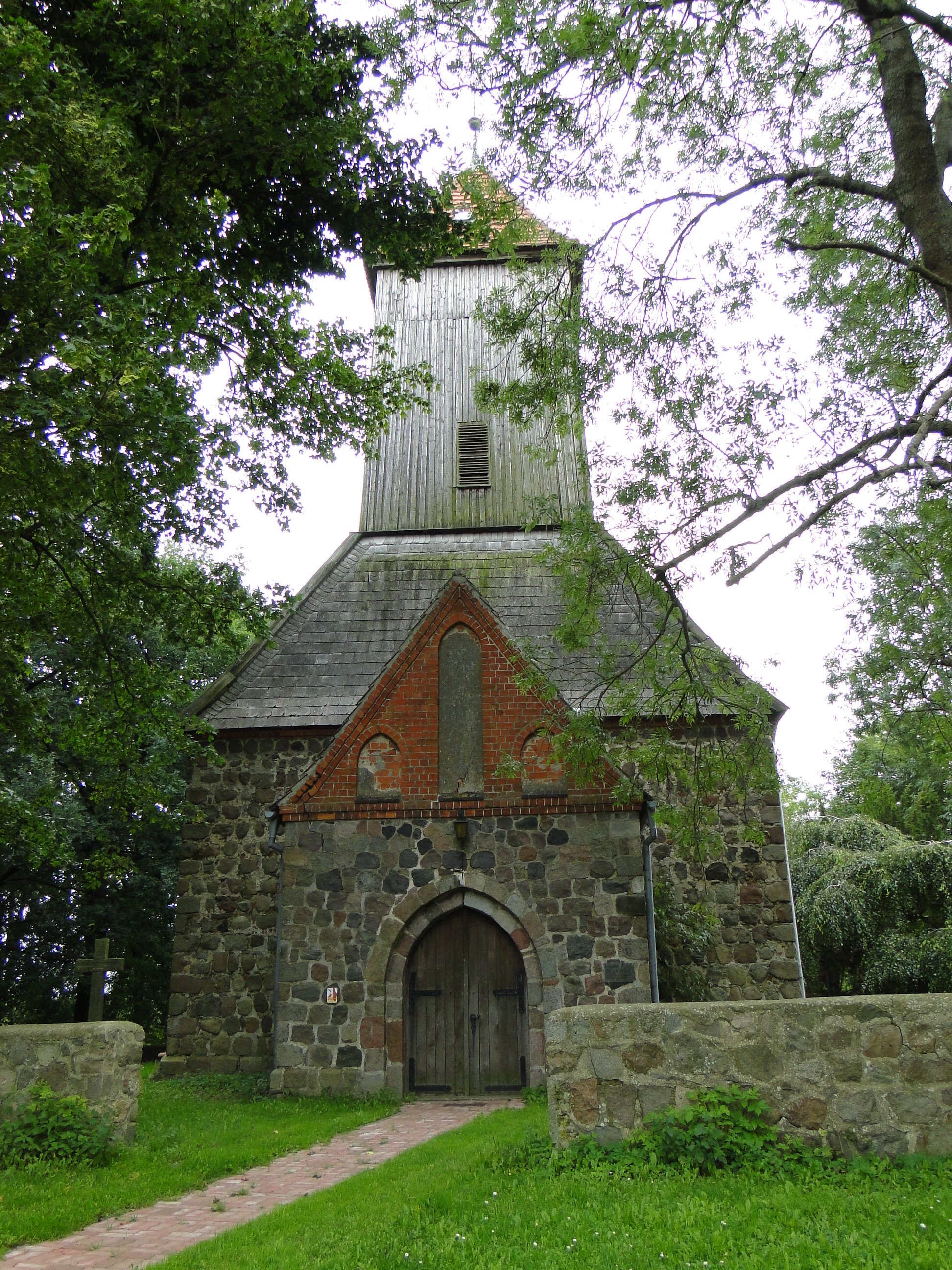
Kirche in Kublank
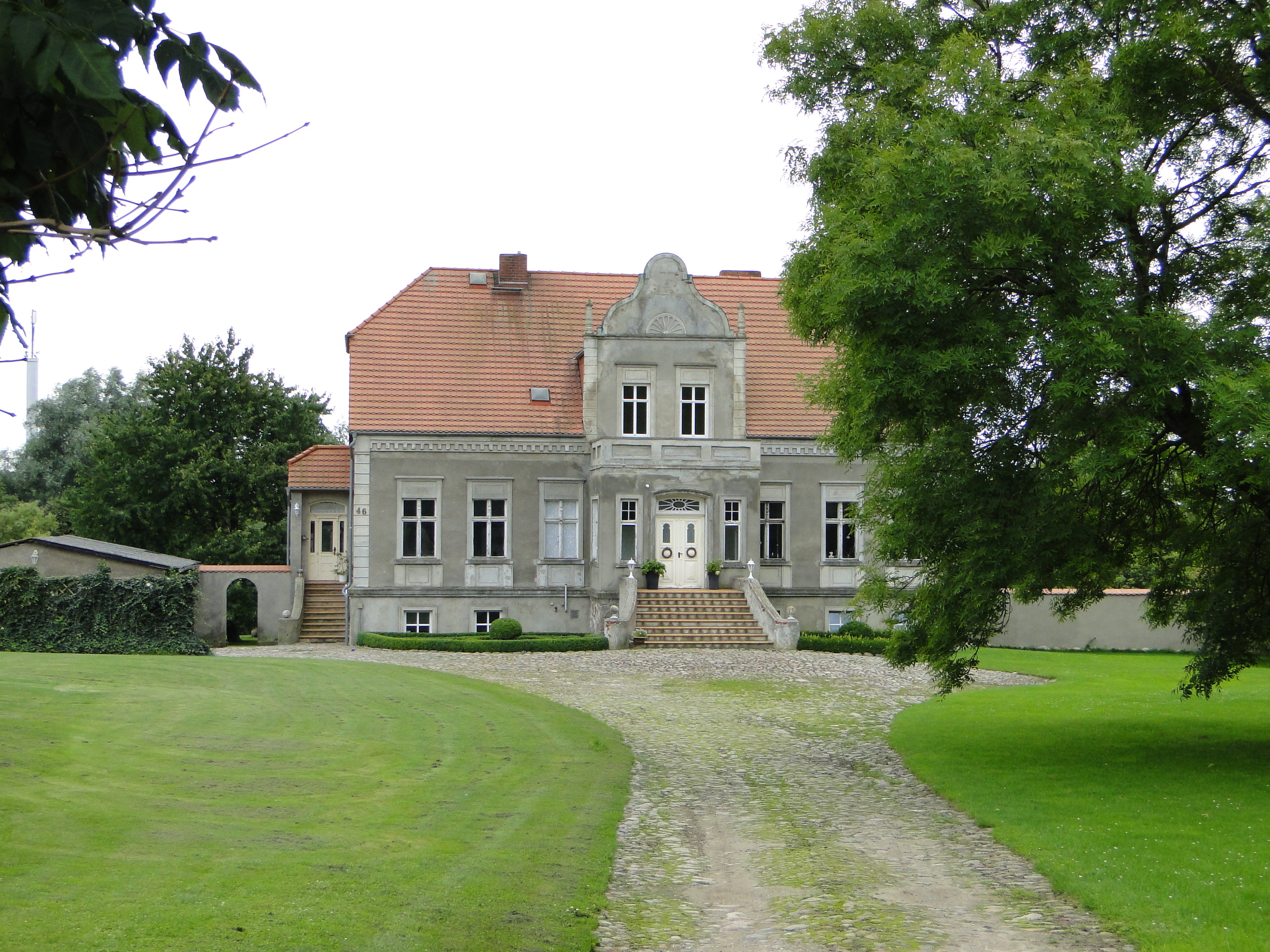
Gutshaus Kublank

## Verkehrsanbindung
Durch die Gemeinde führt die Bundesautobahn 20, die über die Anschlussstelle Friedland-Woldegk (etwa fünf Kilometer entfernt) erreichbar ist. Die Bahnlinie Neubrandenburg-Pasewalk quert  das Gemeindegebiet, die Bundesstraße 104 verläuft südlich der Gemeinde.